# Microchilus fosbergii
Microchilus fosbergii är en orkidéart som beskrevs av Paul Ormerod. Microchilus fosbergii ingår i släktet Microchilus och familjen orkidéer. Inga underarter finns listade i Catalogue of Life.